# John Raymond Gaydos

Wappen von John Raymond Gaydos

John Raymond Gaydos (* 14. August 1943 in St. Louis) ist ein US-amerikanischer Geistlicher und emeritierter römisch-katholischer Bischof von Jefferson City.

## Leben
John Raymond Gaydos empfing am 20. Dezember 1968 die Priesterweihe für das Erzbistum Philadelphia.
Papst Johannes Paul II. ernannte ihn am 25. Juni 1997 zum Bischof von Jefferson City. Der Erzbischof von Saint Louis, Justin Francis Rigali, spendete ihm am 27. August desselben Jahres die Bischofsweihe; Mitkonsekratoren waren sein Vorgänger Michael Francis McAuliffe sowie Oscar Hugh Lipscomb, Erzbischof von Mobile.
Papst Franziskus nahm am 21. November 2017 seinen vorzeitigen Rücktritt an.